# アミーリア・エドワーズ

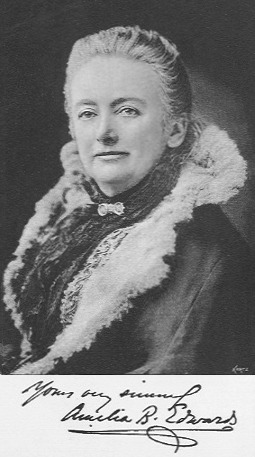
アメリカ講演中のエドワーズ(1890)

アミーリア・アン・ブランフォード・エドワーズ（Amelia Ann Blanford Edwards、1831年6月7日 - 1892年4月15日）は、イギリスの作家、エジプト学者。エジプトを旅行し、エジプト探査基金（現在のエジプト探査協会）を設立した。
名はアメリアとも。

## 略歴
エドワーズはロンドンに生まれ、家庭内で主に母から教育を受けた。
新聞・雑誌に投稿した短編を別にして、1855年に処女作『My Brother's Wife』を出版して以来、2年に1本の速度で新作小説を発表していたが、1864年の『Barbara's History』ではじめて成功した。
1873年から翌年にかけて、エドワーズはエジプトを旅行し、ナイル川を第二急流のあたりまで遡った。帰国後、自らヒエログリフを学習した。1877年に自分で描いたものを含む図を大量に含んだ旅行記『ナイル遡上1000マイル』(A thousand miles up the Nile)を発表し、大きな反響を呼んだ。
当時のエジプトで遺跡はほとんど保護されておらず、朽ちるにまかされていた。エドワーズは科学的調査を行うための寄付をつのり、1882年に大英博物館のレジナルド・スチュアート・プールとともにエジプト探査基金(Egypt Exploration Fund, EEF)を設立した。その後エドワーズは作家としての仕事から退き、基金の仕事に集中した。エジプト探査基金は毎年エドゥアール・ナヴィルやフリンダーズ・ピートリーによる探検隊を送りだした。
1889年から翌年にかけてアメリカ合衆国で講演旅行を行ったが、そのときに事故で左腕を骨折した。その後は健康状態が優れず、1892年にウェストン＝スーパー＝メアで没した。
遺志によってその蔵書やエジプト関係のコレクション、および2415ポンドの遺産がユニバーシティ・カレッジ・ロンドンに贈られ、その資金をもとに1892年にイギリス最初のエジプト学講座が同校で開かれた（初代教授はピートリー）。

## 作品

### 小説
- My Brother's Wife. London: Routledge & co. (1855)
- The Ladder of Life. London: Routledge & co. (1857)
- Hand and Glove. Leipzig: Bernhard Tauchnitz. (1865) [1859]
- Barbara's History. London: Hurst and Blackett. (1864) 巻1 巻2 巻3
- Half a Million of Money. London: Tinsley Brothers. (1866) [1865] 巻1 巻2 巻3
- Miss Carew. London: Hurst and Blackett. (1865) 巻1 巻2 巻3
- Debenham's Vow. London: Hurst and Blackett. (1870) 巻1 巻2 巻3
- In the Days of My Youth. London: Hurst and Blackett. (1873) 巻1 巻2 巻3
- Lord Brackenbury. London: Hurst and Blackett. (1880) 巻1 巻2 巻3
- Monsieur Maurice, and other Tales. London: Hurst and Blackett. (1873) 巻1 巻2 巻3（短編集）

### 旅行記
- Sights and Stories: being some Account of a Holiday Tour through the North of Belgium. London: Emily Faithfull & co. (1862)
- Untrodden Peaks and Unfrequented Valleys: A Midsummer Ramble in the Dolomites. London: Longmans, Green, and co. (1873)
- A Thousand Miles up the Nile. London: Routledge and sons. (1890) [1877]

### その他
- A Summary of English History. London: Routledge & co. (1856)
- The History of France. London: Routledge & co. (1858)
- The Story of Cervantes. London: Routledge, Warne, & Routledge. (1863)
- Ballads. London: Tinsley Brothers. (1865)
- Egypt and Monuments: Pharaohs, Fellahs, and Explorers. New York: Harper & Brothers. (1891)（アメリカ講演をもとにした著書）

ほかにガストン・マスペロの著書の翻訳がある。

## 日本語訳
短編2本が日本語に翻訳されている。
- アメリア・エドワーズ 著、浅野和三郎 訳『奇々怪々：英文訳註』博文館、1903年。 (The Four-Fifteen Express)
- アミーリア・エドワーズ 著、松岡光治 訳「鉄道員の復讐」『ヴィクトリア朝幽霊物語：短編集』アティーナ・プレス、2013年。ISBN 9784863401471。 (No. 5 Branch Line: The Engineer)